# Lateralus
Lateralus je treći studijski album američkog rock sastava Tool. Diskografska kuća Volcano Entertainment objavila ga je 15. svibnja 2001. godine. Skupina ga je snimila u četirima studijima; u Cello Studiosu u Hollywoodu te The Hooku, Big Empty Spaceu i The Lodgeu u North Hollywoodu te ga je snimala od listopada 2000. do siječnja 2001. godine. David Bottrill, koji je bio producent prethodnih dvaju uradaka Ænima i Salival, bio je producent Lateralusa s članovima grupe. Dana 23. kolovoza 2005. Lateralus je bio objavljen u ograničenoj inačici koja se sastojala od dviju gramofonskih ploča i holografskog sklopivog omota.
Debitirao je na prvom mjestu ljestvice Billboard 200 i u prvom tjednu objave bio je prodan u više od 555.200 primjeraka. U SAD-u je 5. kolovoza 2003. godine postigao dvostruku platinastu nagradu, dok mu je 30. kolovoza 2004. u Ujedinjenom Kraljevstvu bila dodijeljena srebrna naklada. Nagrađen je i platinastim izdanjem u Australiji te dvostrukim platinastim izdanjem u Kanadi. Tool je za skladbu "Schism" 2002. godine osvojila nagradu Grammy za najbolju metal izvedbu. Lateralus se pojavio na 123. mjestu popisa "Definitivnih 200" Rock and Roll kuće slavnih.

## Pozadina
Lateralus je nastao nakon četverogodišnjeg pravnog spora s Toolovim izdavačem, Volcano Entertainmentom. U siječnju 2001. skupina je izjavila da će ime njezina nova albuma biti Systema Encéphale i da će se na njemu pojaviti dvanaest pjesama kojih je navela u popisu skladbi, a među njima bile su pjesme naziva "Riverchrist", "Numbereft", "Encephatalis", "Musick" i "Coeliacus". Mreže za razmjenu podataka poput Napstera bile su preplavljene lažnim pjesmama koje su nosile imena navedenih skladbi. U to su vrijeme članovi Toola izravno kritizirali mreže za razmjenu podataka zbog njihovog negativnog utjecaja na umjetnike koji ovise o uspješnoj prodaji albuma kako bi nastavili karijeru. U intervjuu s NY Rockom 2000. godine Keenan je izjavio: "Mislim da postoji mnogo drugih industrija koje su vjerojatno zaslužile da ih se uništi. MP3-jevi ne škode toliko tvrtkama i biznisu koliko štete umjetnicima, ljudima koji pokušavaju skladati pjesme." Mjesec dana kasnije skupina je izjavila da je ime novog albuma zapravo Lateralus (navodno stopljenica naziva za nožni mišić Vastus lateralis i za koncept lateralnog razmišljanja) te da su ime Systema Encéphale i popis pjesama bili lažni.
Lateralus i popratne turneje približili su Tool žanrovima art rocka i progresivnog rocka, što je bilo u suprotnosti s njegovim ranijim radovima, koje se često svrstava u alternativni metal. Rolling Stone pokušao je sažeti koncept albuma i napisao je da se "bubnjevi, bas-gitara i gitare kreću u neskladnim krugovima hiperurlika i gotovo tihih marševa smrti ... To što većina od trinaest pjesama na Lateralusu dugo traje navodi na krivi zaključak; cijeli je uradak poput suite." Joshua Klein iz The A.V. Cluba komentirao je da Lateralus, s time što traje 79 minuta i što se sastoji od relativno složenih i dugačkih skladbi—uz to što je za pjesmu "Parabola" bio načinjen glazbeni spot koji traje 10 i pol minuta—predstavljao izazov obožavateljima, ali i programiranju glazbe. Bubnjar Danny Carey komentirao je: "Proizvođači su nam rekli da im možemo dati do 79 minuta glazbe, ali ne više od toga ... Mislili smo da bi bilo lijepo dati im dvije sekunde manje od toga." Carey je želio skladati dulje pjesme poput glazbenika koje je slušao dok je odrastao. Sastav je izvorno između pjesama uvrstio manje prijelaze, ali bio je primoran odbaciti većinu njih dok je masterirao uradak. Sam je CD masteriran korištenjem tehnologije za HDCD.
Kao što je Salival izvorno bio objavljen s nekolicinom omaški u popisu pjesama, na ranim je izdanjima Lateralusa deveta skladba pogrešno bila napisana kao "Lateralis". Izvorni naziv pjesme "Reflection" bio je "Resolution", no taj je naziv bio promijenjen tri mjeseca prije objave albuma.
Popis skladbi drugačiji je na gramofonskoj inačici te se na njoj pjesma "Disposition" pojavljuje na osmom mjestu. Zbog dugog trajanja uratka inačica na dvama gramofonskim pločama nije mogla biti objavljena poput CD-a jer pjesme ne bi stale na svaki disk u tom redoslijedu. Premještanjem "Disposition" dva mjesta iznad diskovi su postali ujednačeni. Međutim, ova izmjena lomi prijelaz koji se pojavljuje između pjesama "Disposition" i "Reflection", koje se uz "Triad" često spaja zajedno.
Dva singla s uratka, "Parabola" i "Schism", pojavljuju se u videoigri Guitar Hero World Tour.
Uz album priložen je poluproziran umetak koji prikazuje različite slojeve ljudskog tijela. Skrivena u moždanome tkivu konačnog sloja nalazi se riječ "Bog". Ilustracije je izradio umjetnik Alex Grey, koji je kasnije dizajnirao trodimenzionalnu inačicu naslovnice idućeg albuma skupine, 10,000 Days.

## Skladbe i sadržaj
Bubnjar Danny Carey za pjesmu "Parabol" semplirao je zvuk samoga sebe dok je growlao u cijev kako bi imitirao zvuk pjevanja budističkih redovnika, dok je za semplove na pjesmi "Reflection" udarao po klavirskim žicama. "Faaip de Oiad" sadrži snimku poziva slušatelja u radijskoj emisiji Coast to Coast AM Arta Bella iz 1997. godine. "Faaip de Oiad" na enohijskom jeziku znači Božji glas.
"Disposition", "Reflection" i "Triad" zajedno stvaraju slijed koji se često izvodio uživo uz povremenu pomoć različitih kolega s turneje, među kojima su bili Mike Patton, Dave Lombardo, Buzz Osborne i Tricky te članovi skupina Isis, Meshuggah i King Crimson.
Na naslovnoj se skladbi "Lateralus" pojavljuje Fibonaccijev niz. Pjesma opisuje ljudsku potrebu za istraživanjem, glad za znanjem i dublje razumijevanje svih stvari. Stih "spiral out" ("nastavi dalje") odnosi se na tu želju, ali i na Fibonaccijevu spiralu, koja nastaje stvaranjem i raspoređivanjem kvadrata za svaki broj u nizu 1, 1, 2, 3, 5, 8... i crtanjem krivulje koja spaja dva kuta svakog kvadrata. Taj bi proces, kad bi ga se nastavilo dalje, teoretski stvorio spiralu koja je beskrajna i koja se širi beskonačno. Uz to, u pjesmi se redom pojavljuju devet-osminska mjera, osam-osminska mjera i sedam-osminska mjera. Broj 987 šesnaesti je u Fibonaccijevu nizu.
"Eon Blue Apocalypse" posvećena je Jonesovoj njemačkoj dogi imena Eon, koja je uginula zbog raka kostiju. Pjesma "Mantra" sadrži usporeni zvuk Maynarda Jamesa Keenana kako nježno stišće jednu od svojih mačaka.

## Objava i recenzije
U vrijeme izvorne objave uratka glazbeni recenzenti glavne struje uglavnom su pozitivno ocijenili Lateralus. Na web-stranici Metacritic, koja prikazuje prosječnu ocjenu raznih recenzenata prema skali od 0 do 100 bodova, piše da je prosječna ocjena petnaestorice kritičara 75, što označava "uglavnom pozitivne kritike". Mnogi su u recenzijama istaknuli ambicioznost uratka te njegovu sposobnost iznenađivanja i zbunjivanja slušatelja; Ryan Rayhil iz časopisa Spin opisao ga je "monolitskom slagalicom". Rob Theakston u svojoj je recenziji uratka za AllMusic komentirao da "Lateralus traži potpunu pažnju od prve skladbe nadalje jer brzo postaje očito da to nije album koji netko može slušati i odmah shvatiti kakav on jest. Ostale takozvane metal grupe mogle bi ponešto naučiti od njegovih složenih promjena u ritmu, nezaboravnih vokala i mnogobrojnih promjena u dinamici."
Terry Bezer pohvalio je Lateralus u recenziji za Drowned in Sound i usporedio ga s prethodnim albumom sastava, Ænimom, nazvavši ga "pažljivijim i lukavijim albumom od prethodnika, zbog čega dobiva na većoj važnosti od svih ostalih uradaka skupine." David Fricke iz Rolling Stonea također je usporedio Lateralus s prethodnim albumima; "Tool se služi svime da vas prebije namrtvo; dokazali su to na Undertowu 1993. godine i 1996. godine na Ænimi, zvijeri koja je osvojila Grammy. Ovdje Tool čini sve u svojoj moći da vas se potpuno dojmi." U recenziji za Kerrang! Dave Everly izjavio je da je "najbolje odsviran, najbolje produciran uradak koji ćete čuti ove ili bilo koje druge godine" te da je "jedan od najboljih albuma koje ćete čuti za života." Pišući za NME Andy Capper također ga je pozitivno ocijenio; "Lateralus je dodao malo više boje na njihovu paletu duhovnog pjevanja, bubnjanja i velike dramatičnosti. Na pjevača Maynarda Jamesa Keenana nije utjecala relativna melodičnost njegova sporedna projekta A Perfect Circle, dok ogoljena priroda instrumentacije pokazuje da Toolova urođena žestina sjaji i izvan svijeta trikova produkcije i njezinih smicalica. Tu nema prevare - za Toolovu su progresivnost zaslužni samo njezini članovi."
Iako je Lateralus uglavnom dobio pozitivne kritike, neki su ga recenzenti ocijenili vrlo negativno. U članku za web-stranicu Pitchfork Brent DiCrescenzo rekao je: "Početak novog stoljeća traži 'opuse' i Tool slijedi taj trend. Problem je u tome što Tool smatra da riječ 'opus' znači da se mora poslužiti svojim 'definirajućim elementom' (usporenim glazbenim drkanjem) i izdužiti ga koliko može dok ne ispuni cijelu memoriju CD-a." U recenziji za Village Voice esejist Robert Christgau grubo je kritizirao album i nazvao ga "raspirivanjem značenja za kakvo fantastičko djelo". Recenzija objavljena u časopisu Blender ovako je opisala zvuk albuma: "Black Sabbath koji s Genesisom svira na dnu rudnika ugljena." Usprkos tom komentaru Lateralus se naknadno našao na 18. mjestu Blenderovog popisa 'Albuma godine' 2001. godine.

### Prodaja
Uradak je bio komercijalno uspješan u Sjedinjenim Državama, gdje je debitirao na prvom mjestu ljestvice Billboard 200 zbog više od 555.200 primjeraka prodanih u prvom tjednu objave. Dana 5. kolovoza 2003. RIAA mu je dodijelila dvostruku platinastu nakladu. U Ujedinjenom je Kraljevstvu 30. travnja 2010. ostvario zlatnu nakladu zbog 100.000 prodanih primjeraka. K tome, Lateralus je postigao platinastu nakladu u Australiji i dvostruku platinastu u Kanadi.

### Priznanja
Tool je 2002. godine osvojio nagradu Grammy za najbolju metal izvedbu za pjesmu "Schism". U pobjedničkom je govoru bubnjar Danny Carey izjavio da bi želio zahvaliti svojim roditeljima "na tome što su ga podnosili", dok je basist Justin Chancellor zaključio govor rečenicom: "Želio bih zahvaliti svojem tati što je poševio moju mamu."
Mnogi su glazbeni časopisi uvrstili Lateralus na popise 'Albuma godine' za 2001. godinu. Među njima su Alternative Press, koji ga je uvrstio na 2. mjesto, Metal Hammer, koji ga je postavio na 4. mjesto i Terrorizer, koji ga je pak naveo na 6. mjestu. Kludge ga je postavio na 2. mjesto popisa top 10 albuma 2001. godine. Kerrang! ga je pak stavio na prvo mjesto svojeg popisa "Albuma godine" za 2001. godinu. Q je naveo Lateralus kao jedan od najboljih 50 albuma 2001. godine.
Uradak je nastavio dobivati priznanja i nekoliko godina nakon objave. Consequence of Sound i Terrorizer poimence su ga 2009. i 2010. godine uvrstili na svoje popise "Najboljih albuma 2000-ih", no pojavio se i na Kerrangovu popisu "100 najboljih rock albuma" 2006. godine. Loudwire je 2016. naveo Lateralus kao najbolji hard rock/metal album 21. stoljeća, ali ga je postavio i na šesto mjesto popisa "Top 25 progresivnih metal albuma svih vremena." Pojavio se na 32. mjestu Rolling Stoneova popisa 50 najboljih prog rock albuma svih vremena. Louder Sound postavio je Lateralus na 33. mjesto svojeg popisa Top 100 Prog albuma svih vremena.
Časopisi su također nastavili hvaliti izvedbe članova na albumu. Web-stranica NutSie.com uvrstila je bubnjarske dionice Dannyja Careyja na pjesmi "Ticks & Leeches" na 3. mjesto popisa Top 100 bubnjarskih dionica u rocku.

### Posebne inačice
Gramofonska inačica i dva singla na DVD-u bili su naknadno objavljeni. Lateralusovo dvostruko gramofonsko izdanje s četiri slikovna diska prvi je put bilo objavljeno u ograničenoj inačici s potpisima članova te je isprva bilo dostupno jedino članovima obožavateljskog kluba; prvo službeno izdanje bilo je objavljeno 23. kolovoza 2005. godine. Bila su snimljena dva glazbena spota; jedan za "Schism" (s kraćim ambijentalnim instrumentalom "Mantra" na početku) i jedan za "Parabol/Parabola". Oba su singla naknadno bila zasebno objavljena 20. prosinca 2005. na DVD-ima koji su sadržavali Lustmordove remiksane inačice pjesama.

## Popis pjesama
Tekstovi: Maynard James Keenan, glazba: Adam Jones, Danny Carey, Maynard James Keenan i Justin Chancellor.
| 1.    | »The Grudge« | 8:36  |
| 2.    | »Eon Blue Apocalypse« (instrumental)                                                                                     | 1:04  |
| 3.    | »The Patient« | 7:13  |
| 4.    | »Mantra« (instrumental)                                                                                                  | 1:12  |
| 5.    | »Schism« | 6:47  |
| 6.    | »Parabol« | 3:04  |
| 7.    | »Parabola« | 6:03  |
| 8.    | »Ticks & Leeches« | 8:10  |
| 9.    | »Lateralus« | 9:24  |
| 10.   | »Disposition« | 4:46  |
| 11.   | »Reflection« | 11:07 |
| 12.   | »Triad« (instrumental – skladba "Triad" završava nakon 6 minuta i 32 sekunde, a slijedi ju 2 minute i 14 sekundi tišine) | 8:46  |
| 13.   | »Faaip de Oiad« | 2:39  |
| 78:51 | |       |

Bilješke
- Na gramofonskoj inačici uratka "Disposition" dolazi nakon pjesme "Parabola".
- Na prvim izdanjima CD-a u SAD-u ime skladbe "Lateralus" pogrešno je napisano kao "Lateralis" na popisu pjesama.
- Na digitalnoj inačici "Triad" ne slijedi dvije minute tišine.

## Zasluge
| Tool - Maynard James Keenan – vokali - Adam Jones – gitara, umjetnički direktor - Justin Chancellor – bas-gitara - Danny Carey – bubnjevi, udaraljke, semplovi | Ostalo osoblje - David Bottrill – produkcija, tonska obrada, miksanje - Vince DeFranco – tonska obrada - Alex Grey – ilustracije - Statik (Collide) – strojevi (na pjesmi "Triad") |

## Ljestvice
Lateralus je bio prodan u 555.000 primjeraka u prvom tjednu objave te je debitirao na prvom mjestu ljestvice Billboard 200. Do 7. srpnja 2010. Lateralus je u SAD-u bio prodan u 2,609.000 primjeraka. Nalazi se na 123. mjestu popisa "Definitivnih 200" Rock and Roll kuće slavnih.
| Ljestvica (2001.)      | Najviša Pozicija |
| ---------------------- | ---------------- |
| Australija             | 1                |
| Austrija               | 9                |
| Belgija (Flandrija)    | 13               |
| Belgija (Valonija)     | 19               |
| Danska                 | 12               |
| Finska                 | 11               |
| Francuska              | 21               |
| Italija                | 22               |
| Kanada                 | 1                |
| Nizozemska             | 7                |
| Novi Zeland            | 2                |
| Norveška               | 2                |
| Njemačka               | 5                |
| Poljska                | 1                |
| SAD (Billboard 200)    | 1                |
| Švedska                | 8                |
| Švicarska              | 31               |
| Ujedinjeno Kraljevstvo | 16               |